# L'uva spina
L'uva spina (in russo Крыжовник?, Kryžovnik) è un racconto di Anton Čechov pubblicato per la prima volta nell'agosto 1898. Il racconto fa parte della cosiddetta "piccola trilogia" assieme ai racconti L'uomo nell'astuccio e Dell'amore.

## Trama
Il veterinario Ivan Ivanyč Čimša-Gimalajskij e il professore di ginnasio Burkin, apparsi già nel racconto L'uomo nell'astuccio, sono sorpresi da un acquazzone mentre vanno a caccia in campagna. I due cercano riparo nell'abitazione di Alëchin, un ricco proprietario terriero di loro conoscenza. Dopo essersi riposati, Ivan Ivanyč narra la vicenda di suo fratello Nikolaj.
Ivan e Nikolaj trascorron l'infanzia e l'adolescenza in campagna, in libertà. Dopo la morte del padre, perse le proprietà per debiti, i due fratelli si trasferiscono in città. Ivan diventa veterinario; il più giovane Nikolaj, ad appena diciannove anni di età, trova un impiego all'intendenza di finanza. Avendo vissuto fino ad allora nella libertà e nella bellezza della campagna, Nikolaj non accetta le costrizioni di una vita sedentaria in città; nasce perciò in lui il desiderio ossessivo di comprare una casetta in campagna, con un podere ricco di piante di uva spina, per trasferirvisi. Per risparmiare Nikolaj comincia a vivere in condizioni di vita deplorevoli, come un mendicante. Gli anni passano, ma Nikolaj continua imperterrito a vivere miseramente per soddisfare un giorno il suo desiderio. Sposa per interesse una vedova benestante la quale muore poco dopo per le ristrettezze derivanti dall'avarizia di Nikolaj. Nikolaj non prova rimorsi e con l'eredità della moglie può finalmente comprare una piccola tenuta nella quale, dopo essersi affrettato a piantare degli arbusti di uva spina, si trasferisce. Qualche tempo dopo Ivan si reca a far visita al fratello Nikolaj; non trova attraente la tenuta del fratello, e resta sorpreso nel vederlo soddisfatto e felice nelle vesti del proprietario terriero. 
La felicità di Nikolaj induce Ivan a interrogarsi su come si possa essere felici in un mondo di infelici. Per Ivan, l'uomo felice è tale solo perché coloro che sono infelici portano il loro fardello in silenzio; senza gli infelici non potrebbe esistere felicità. La conclusione di Ivan non soddisfa tuttavia né Burkin né Alëchin.

## Critica
L'uva spina fu composto da Čechov  a Melichovo, la residenza di campagna amata dallo scrittore, nell'estate del 1898, subito dopo la composizione dell'Uomo nell'astuccio. Fu pubblicato lo stesso anno sul numero 8 (agosto) della rivista Il pensiero russo (in russo Русская мысль?, Russkaja Mysl'), pp. 145-154, immediatamente prima del racconto Dell'amore pubblicato nelle pp. 154-162.
Formalmente nel racconto colpiscono i paesaggi, che riflettono lo stato d'animo dei personaggi. Il racconto è stato analizzato anche in chiave psicoanalitica: l'uva spina può essere vista come una regressione all'adolescenza; Nikolaj è indifferente verso qualsiasi cosa o persona che non rientri nel suo progetto di tornare alla libera vita dei campi.

## Edizioni
- Anton Čechov, «in russo Крыжовник?, Kryžovnik» (L'uva spina), in russo Русская Мысль?, Russkaja Mysl' (Il pensiero russo) numero 8 del 1898, pp. 145-154
- A. Čechov,  «in russo Крыжовник?, Kryžovnik» (L'uva spina). In: in russo Сочинения в 18 томах // Полное собрание сочинений и писем в 30 томах?, Sočinenija v 18 tomach // Polnoe sobranie sočinenij i pisem v 30 tomach (Opere in 18 volumi // I testi completi e le lettere in 30 volumi), M: Nauka , 1977, Vol. 10. Racconti, 1898-1903, pp. 42-54
- Anton Pavlovič Čechov, Racconti e novelle, 3 voll.; traduzioni dal russo di Giovanni Faccioli, Giuseppe Zamboni, Zino Zini, Anjuta Mayer Lo Gatto; a cura di Giuseppe Zamboni; introduzione di Emilio Cecchi; appendice critica a cura di Maria Bianca Gallinaro, Firenze, G. C. Sansoni, 1954-55
- Anton Pavlovič Čehov, Tutti i racconti, Vol. III: Racconti e novelle, 1888-1903; a cura di Eridano Bazzarelli, Milano, Mursia, 1984
- Antòn Cechov, I contadini (Tutte le novelle, XI); traduzione di Alfredo Polledro, Biblioteca Universale Rizzoli 1068-1070, Milano, Rizzoli, 1956.
- Anton Pavlovič Čechov, I racconti della maturità; a cura di Fausto Malcovati; traduzione di Emanuela Guercetti e Giampiero Piretto, Coll. Universale economica 2189, Milano, Feltrinelli, 2007, ISBN 978-88-07-82189-9
- Čechov, Racconti, Vol. II, 1453-1464: «L'uvaspina»; traduzione di Bruno Osimo, Milano, Mondadori, 1996, ISBN 9788804420224